# Z 2N

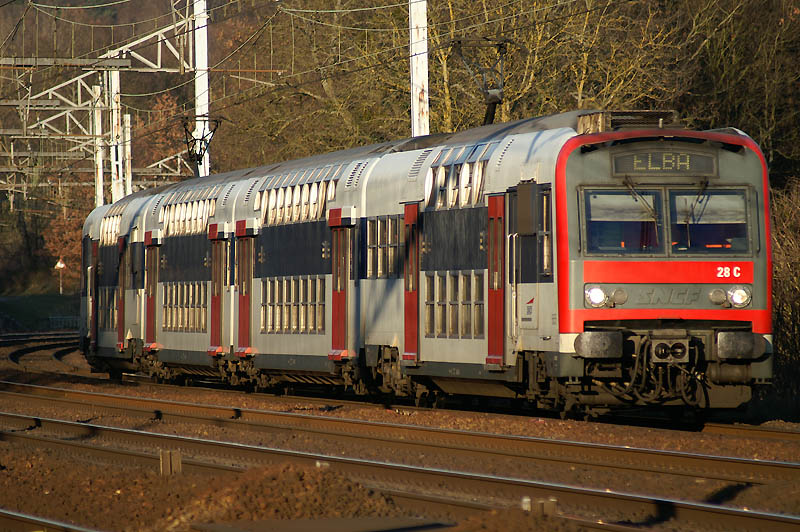
「Z 2N」の最初の形式である「Z5600形」
（2005年撮影）

Z 2Nは、フランスで使用されている2階建て電車の名称。イル＝ド＝フランス地域圏やノール＝パ・ド・カレー地域圏（現：オー＝ド＝フランス地域圏）に投入された近郊型車両で、1980年代から2000年代まで製造が実施された。名称は「2階建て電車」を意味する。

## 概要
「Z 2N」は、イル＝ド＝フランス地域圏の輸送力増強を目的として開発され、1984年から本格的な営業運転を開始した、全室2階建ての車両である。それ以前から同地域圏の近郊列車の一部には2階建て客車が使用されていたが、特殊な構造だったため連結可能な電気機関車が限られていた事や加速性能に難があった事から、機関車を必要としない電車方式が採用された。その後2004年まで、「Z 2N」は以下の形式が製造された。
- イル＝ド＝フランス地域圏向け車両
  - Z5600形 - 「Z 2N」のうち最初の形式で、1982年から1985年にかけて製造された。直流電化（直流1,500 V、架空電車線方式）にのみ対応している[7][6][9][10][8]。
  - Z8800形 - 直流電化に加えて交流電化（交流 25,000 kW、50 Hz）にも対応する初の交直流電車で、1985年から1988年まで製造された。ただし対応機器を搭載する関係上定員数はZ5600形から減少している[6][10][8]。
  - Z20500形 - 1980年代から1990年代まで製造された形式。前面デザインが変更された他、主電動機が誘導電動機となり、車内にはトイレが設けられた[6][8][11][12]。
  - Z20900形 - 2001年から2004年まで製造された、「Z 2N」の最後の新形式。冷房に対応した空調装置を搭載した他、座席配置も変更された[11]。
- ノール＝パ・ド・カレー地域圏向け車両
  - Z92050形 - トイレの増設を始め、ノール＝パ・ド・カレー地域圏での使用に適した構造を有した形式。後継車両の導入に伴い2010年代以降イル＝ド＝フランス地域圏に転属した[11][13]。

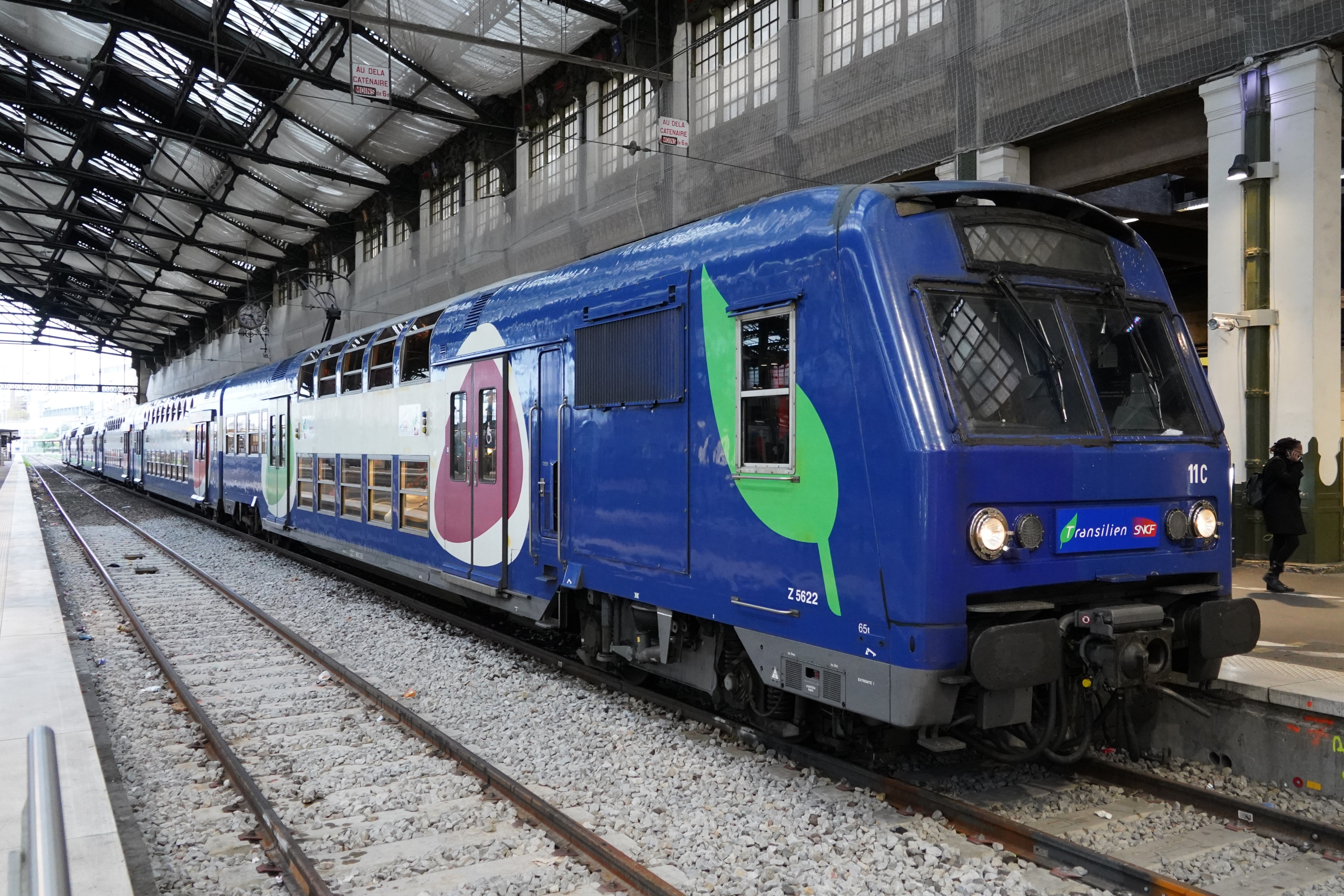
Z5600形（2024年撮影）
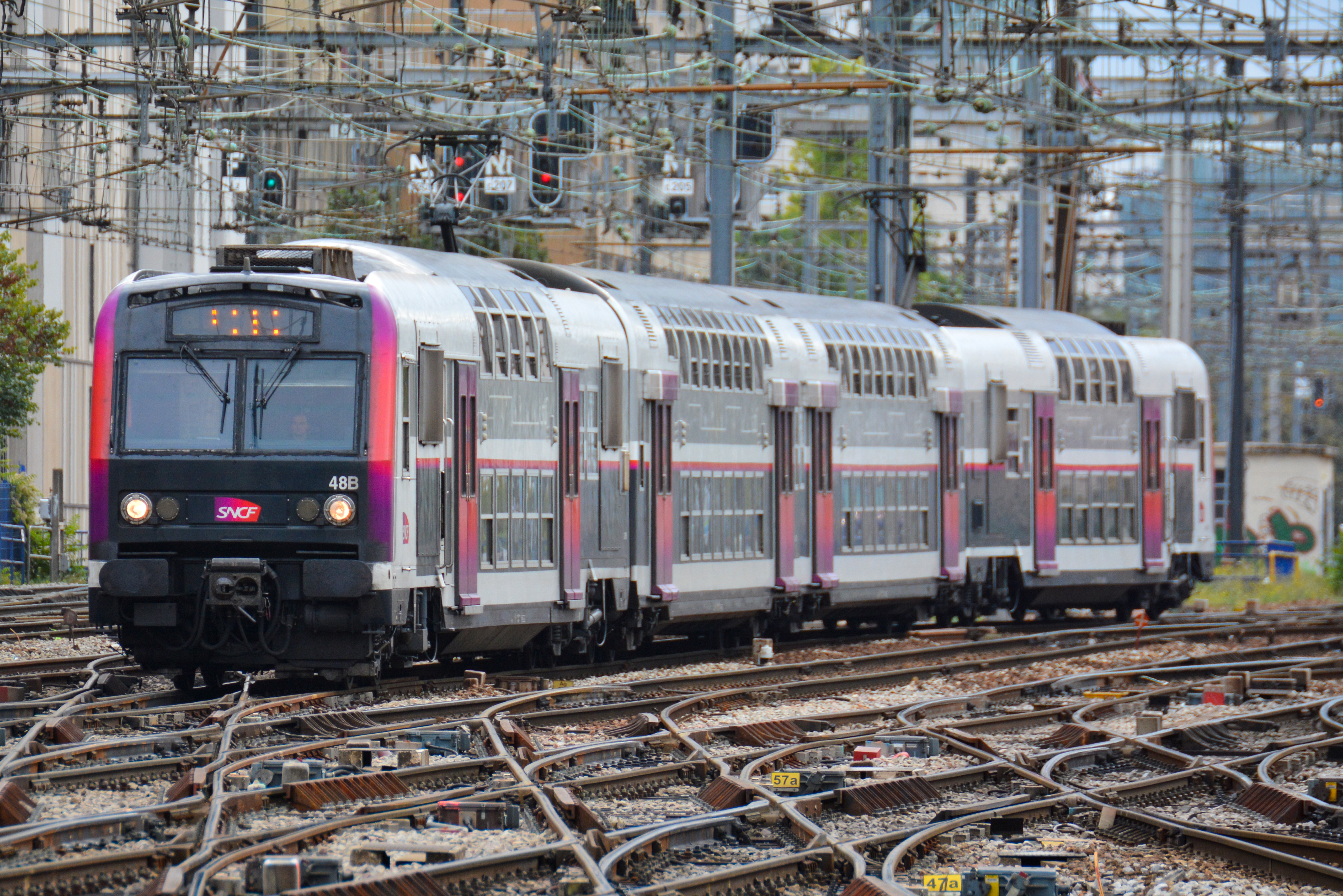
Z8800形（2019年撮影]）
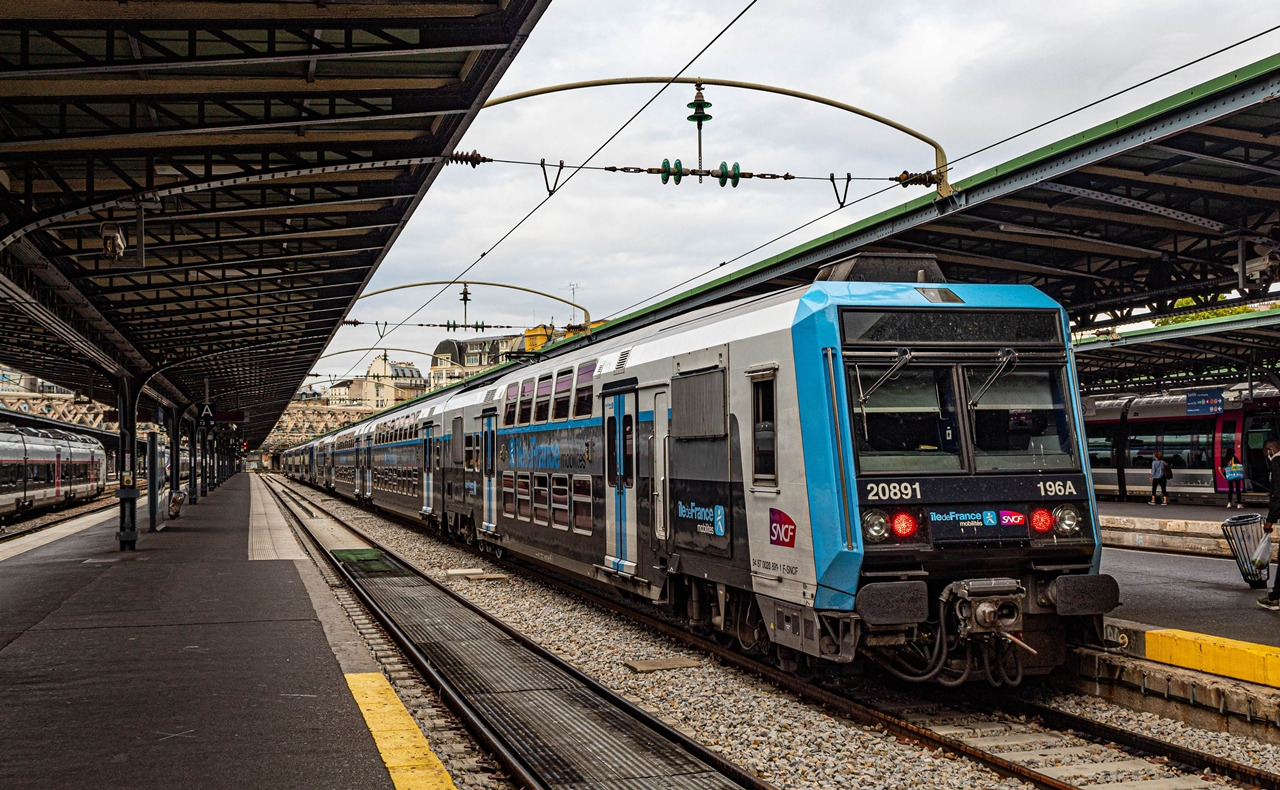
Z20500形（2020年撮影）
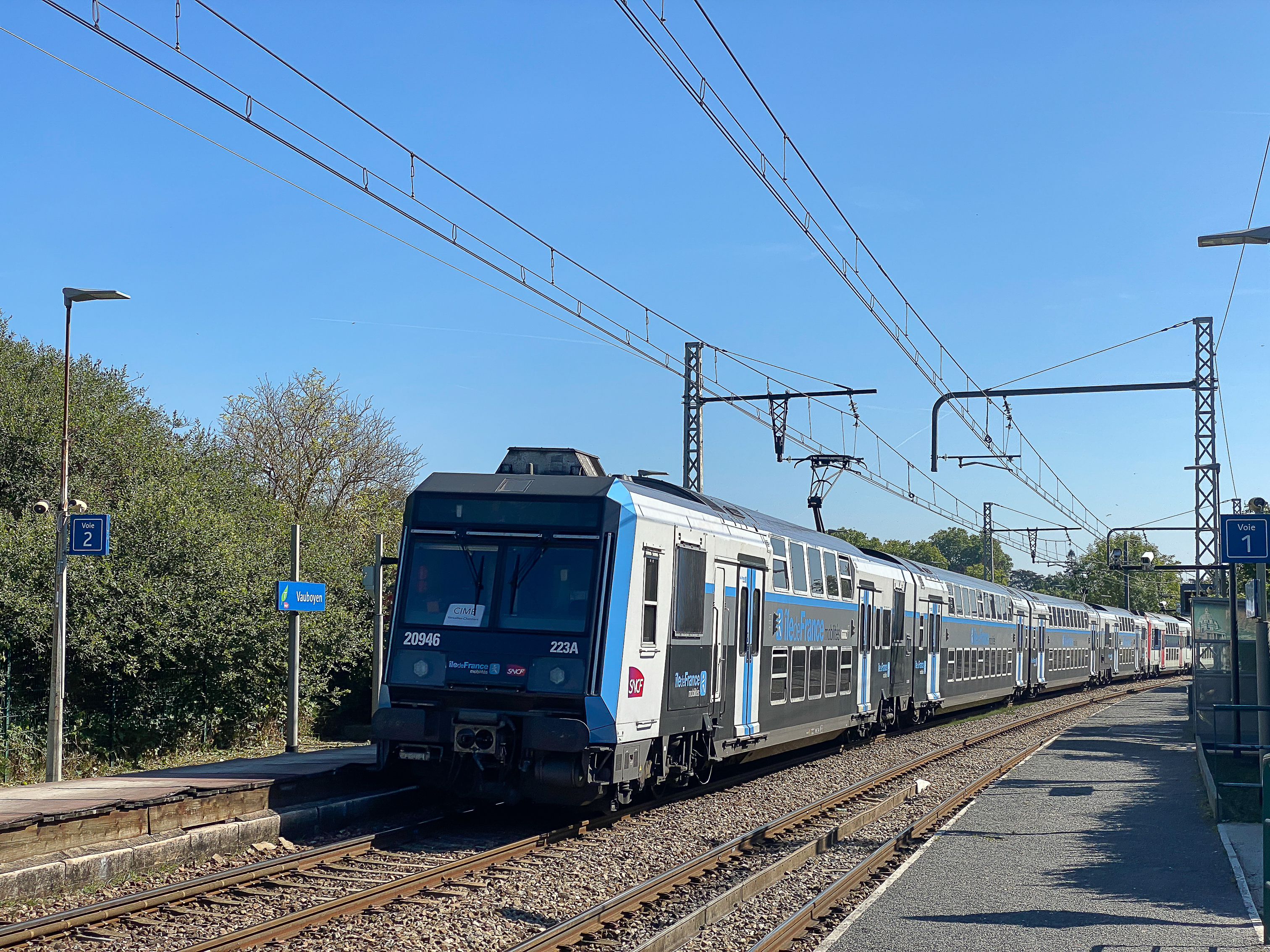
Z20900形（2021年撮影）
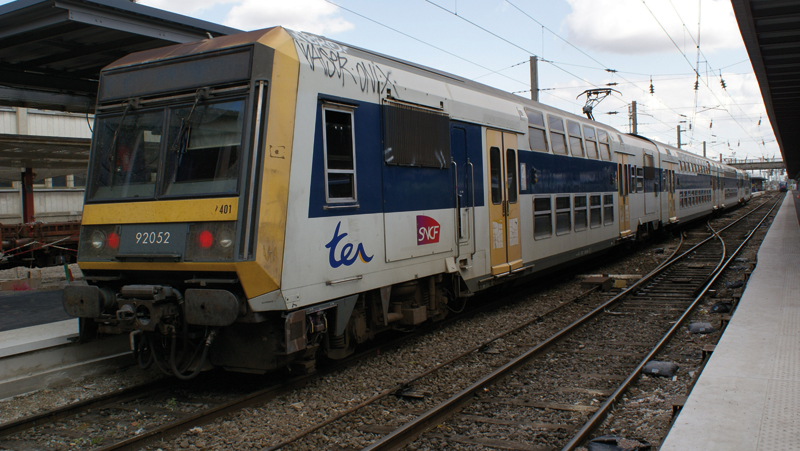
Z92050形（2009年撮影）